# Escalquens
Escalquens è un comune francese di 5 998 abitanti situato nel dipartimento dell'Alta Garonna nella regione dell'Occitania.

## Società

### Evoluzione demografica
Abitanti censiti

## Galleria d'immagini

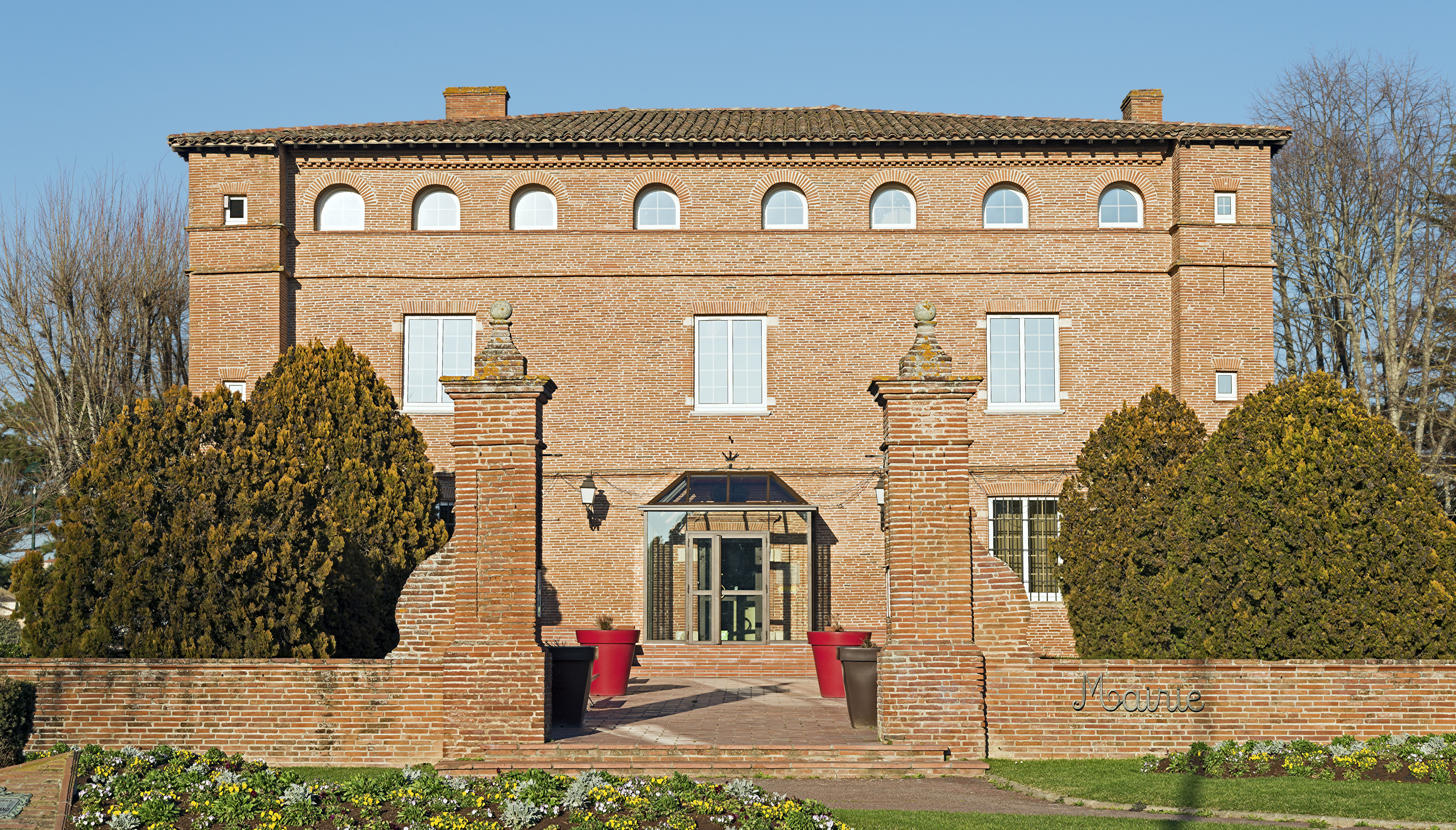
Municipio
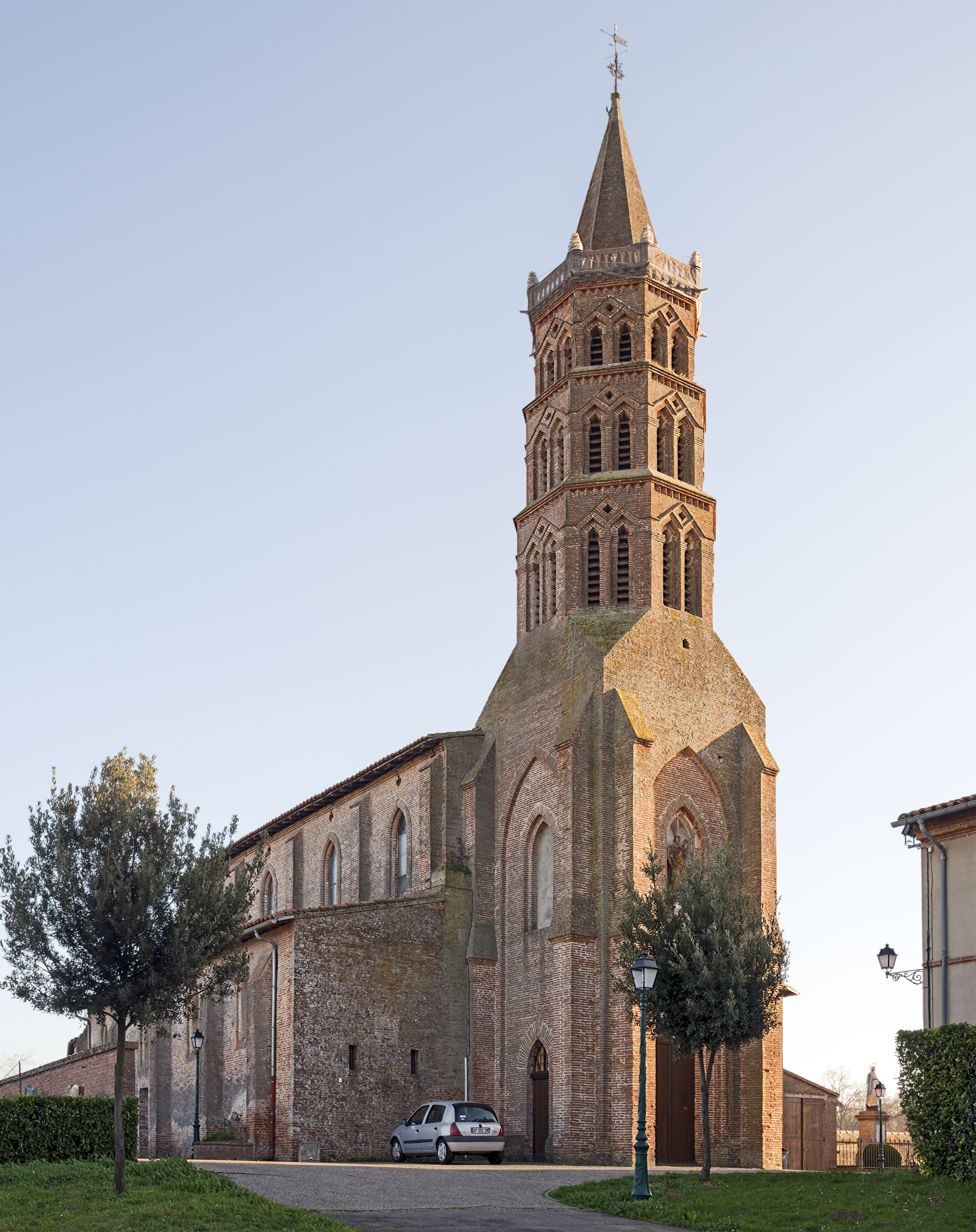
Chiesa di San Martino
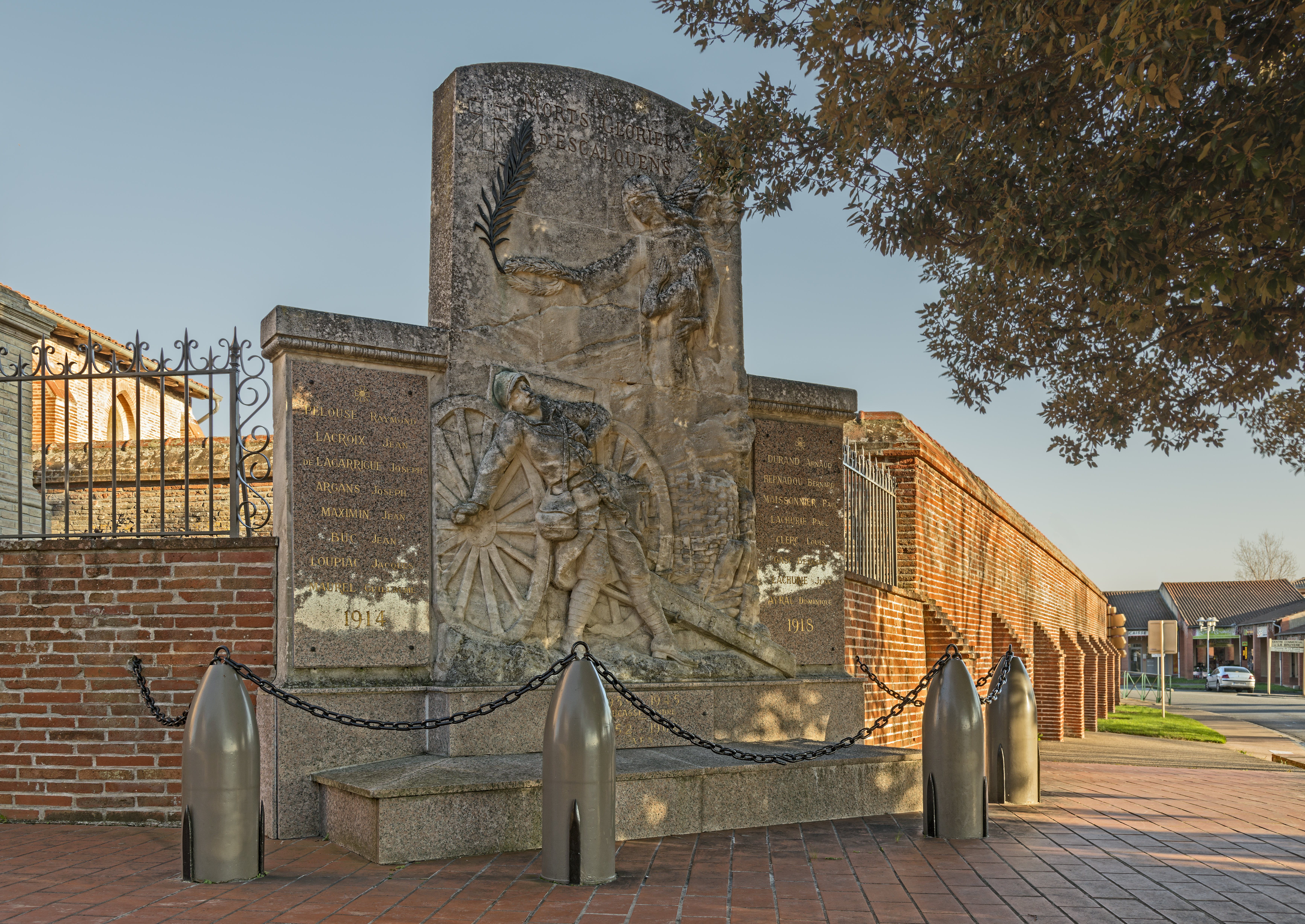
Monumento ai caduti